# Adesmus chalumeaui
Adesmus chalumeaui là một loài bọ cánh cứng trong họ Cerambycidae.